# Của rơi
Của rơi là bộ phim điện ảnh Việt Nam năm 2002, thuộc thể loại hài, lãng mạn; phim được đạo diễn bởi Vương Đức, chuyển thể từ truyện ngắn của tên bởi chính tác giả, nhà biên kịch  Nguyễn Việt Hà. Phim giành giải Cánh Diều Bạc cho phim truyện nhựa tại lễ trao giải Cánh Diều 2002.

## Diễn viên
- NSƯT Đức Khuê - Thắng
- GS Văn Như Cương - Ông nội Thắng
- Lê Vũ Long - Dương
- Huệ Minh - Huyền
- Vũ Ngọc Quang - ông Đào
- NSND Lan Hương - Hạnh
- NSND Minh Hằng - Thảo
- NSND Trần Hạnh - Thầy hiệu phó
- NSƯT Mai Châu - Bà mất tiền
- NSƯT Thanh Hiền - Chị mất tiền
- NSƯT Thanh Giang - Ông về hưu
- NSƯT Diệu Thuần - Lớp trưởng
- Trần Ngọc Bích, Trọng Hà, Phạm Cường, Thành An, Thanh Lâm,...

## Nội dung
Thắng từng là nhân viên của Viện Nghiên cứu, nhưng vì bất đồng quan điểm với sếp là ông Đào nên anh bị đuổi. Anh đi dạy tại một trường Đại học và tiếp tục công trình nghiên cứu của mình. Khi biết một học viên của mình có bầu, anh đã đứng ra nhận trách nhiệm dù không phải do anh. Thắng được Huyền, con gái ông Đào, cảm mến vì điều này, để trêu anh, Huyền đã đăng thông báo trên truyền hình là Thắng nhặt được một số tiền, cần tìm lại chủ. Bản tin khiến Thắng gặp những tình huống rắc rối bi hài.

## Sản xuất
Của rơi được sản xuất với một phần kinh phí do nhà nước tài trợ, cùng với Lưới trời của đạo diễn Phi Tiến Sơn. Tổng kinh phí của bộ phim vào khoảng 700 triệu đồng.
Trong quá trình thực hiện Của rơi, Nguyễn Việt Hà viết được 2/3 kịch bản thì bị mất, quay phim Nguyễn Hữu Tuấn mất 1 điện thoại di động, còn đạo diễn Vương Đức mất tới 2 chiếc.

## Phát hành
Dù được ra mắt từ tháng 10 năm 2002 và nhận giải Cánh Diều Bạc từ đầu năm 2003, nhưng Của rơi vẫn chậm trễ trong việc phát hành ngoài rạp vì "chưa tìm được thời điểm thích hợp". Sau khi được Công ty cổ phần Văn hóa Đông Sơn mua bản quyền, sang năm 2004 bộ phim vẫn khó tiếp cận khán giả vì không được quảng cáo hiệu quả.

## Đánh giá
Bộ phim có đội ngũ sản xuất và dàn diễn viên tốt, các diễn viên đã hoàn thành vai diễn của mình, tuy chỉ có vai Huyền của Huệ Minh có diễn xuất cứng nhắc và gượng gạo.
Tác giả kiêm biên kịch Việt Hà miêu tả những tình tiết nhỏ rất dí dỏm, đạo diễn Vương Đức đã rất cố gắng, nhưng phim cũng không tránh khỏi những đoạn người xem cảm thấy hụt hoặc thừa thãi.

## Giải thưởng

### Giải Cánh Diều
Ngày 13 tháng 3 năm 2003, Của rơi cùng với Vua bãi rác và Gái nhảy đã cùng giành được giải thưởng Cánh diều Bạc (Giải Cánh diều 2002).

### Liên hoan phim Việt Nam lần thứ 14[10]
- Cùng với Vua bãi rác, Của rơi nhận được Bằng khen của ban giám khảo.

- Diễn viên Đức Khuê giành giải "Nam chính xuất sắc"

- Nhạc sĩ Đỗ Hồng Quân giành giải cho hạng mục Âm nhạc xuất sắc